# Nisides Skyrou Kai Thalassia Periochi
Nisides Skyrou Kai Thalassia Periochi este o arie protejată (arie de protecție specială avifaunistică — SPA) din Grecia întinsă pe o suprafață de 48.960,57 ha, integral pe uscat.

## Localizare
Centrul sitului Nisides Skyrou Kai Thalassia Periochi este situat la coordonatele 38°48′21″N 24°30′52″E / 38.805757°N 24.514506°E.

## Înființare
Situl Nisides Skyrou Kai Thalassia Periochi a fost declarat arie de protecție specială avifaunistică în octombrie 2002 pentru a proteja 12 specii de animale.

## Biodiversitate
Situată în ecoregiunile marină mediteraneană și mediteraneană, aria protejată nu include niciun habitat protejat.
La baza desemnării sitului se află mai multe specii protejate de  păsări (12): lăstunul mare (Apus apus), șorecarul comun (Buteo buteo), cristeiul de câmp (Crex crex), lăstun de casă (Delichon urbicum), Falco eleonorae, șoim călător (Falco peregrinus), rândunică (Hirundo rustica), Phalacrocorax aristotelis desmarestii, corcodel mare (Podiceps cristatus), corcodel-cu-gât-negru (Podiceps nigricollis), lăstun de mal (Riparia riparia), Tachymarptis melba